# کریم‌خان زند (مجموعه تلویزیونی)
کریم‌خان زند یک مجموعه تلویزیونی محصول سال ۱۳۸۰–۱۳۷۹ به کارگردانی و نویسندگی محمدرضا ورزی  می‌باشد که از شبکه ۱ پخش شد. این مجموعه در ۹ قسمت ۵۰ دقیقه‌ای تهیه شد.
این سریال به زندگی کریم‌خان زند از بدو تولد او تا هنگام مرگ می‌پردازد و زندگی خصوصی و اجتماعی وی و نیز وضعیت مردم آن دوره را به لحاظ اجتماعی و سیاسی، مورد بررسی قرار می‌دهد.

## بازیگران
- مجید مظفری
- کیکاووس یاکیده
- فخرالدین صدیق‌شریف
- محمد ابهری
- شمسی فضل‌الهی
- خسرو فرخزادی
- آناهیتا همتی
- اتابک نادری
- اصغر ضرابی
- محسن صادقی نسب
- محسن مرشد
- محمد ساربان
- محمدرضا خسروی
- هژبر ساربان
- اصغر معینی صالح
- امیر انوریان
- شهناز شهبازی